# 小行星7568
小行星7568（英語：7568）是一颗围绕太阳公转的小行星。1988年11月7日，T. Hioki、川里信弘在奥多摩町发现了此天体。
这颗小行星的绝对星等为197.83628等。